# Boris Minc
Boris Iosifovič Minc (in russo Борис Иосифович Минц?; Rîbnița, 24 luglio 1958) è un imprenditore russo con cittadinanza anche maltese, oligarca e miliardario con interessi nel settore immobiliare e in quello finanziario, co-fondatore della Otkrytie FC Bank, filantropo, fondatore del Museo dell'impressionismo russo, Consigliere di Stato attivo della Federazione Russa, 1ª classe.
È stato critico di Vladimir Putin e dell'invasione russa dell'Ucraina del 2022.

## Biografia
Boris Minc è nato in una famiglia ebrea a Rîbnița, in Moldavia, dall'ingegnere militare maggiore Iosif Samujlovič Minc (nato nel 1932, a Nevel) e dalla bibliotecaria Lusia Izrailevna Milter (1936-2007, nata a Kodyma, Ucraina). Nel 1941-1944 la madre fu deportata nel ghetto di Čečel'nicky in Transnistria. Durante la Grande Guerra Patriottica, 14 membri maschi della famiglia morirono al fronte, inclusi entrambi i nonni: il soldato Samuil Iosifovič Minc (1892-1942, disperso) e il soldato Srul Gerškovič Milter (1901-1944, disperso).
Nel 1980 ha conseguito una laurea in fisica presso l'Università Statale di Ivanovo. Minc ha un dottorato in scienze tecniche ed è professore associato di matematica superiore.

## Carriera
La carriera di Minc è iniziata presso l'Istituto tessile di Ivanovo (in russo Текстильный институт Ивановского государственного политехнического университета?), dove ha lavorato dal 1983 al 1990. Contemporaneamente, tra il 1987 e il 1990, Minc ha lavorato presso un Centro giovanile per la creatività scientifica.
Minc è stato nominato vicesindaco di Ivanovo nel 1990 e ha presieduto il comitato per la gestione della proprietà della città (CPMC) fino al 1994.  In quel periodo Minc ha incontrato Anatolij Čubajs, presidente del Comitato della Federazione Russa per la proprietà statale e allora si è trasferito a Mosca per lavorare al Comitato del Demanio. Tra il 1994 e il 1996, ha lavorato come capo del dipartimento principale del Ministero dei Beni Pubblici della Federazione Russa. Dal 1996 al 2000, Minc è stato a capo dell'Ufficio del Presidente della Federazione Russa per le questioni di governo locale e Segretario del Consiglio per il governo locale nella Federazione Russa, presieduto dal presidente della Federazione Russa, Boris El'cin.
All'inizio degli anni 2000, Minc era a capo del comitato esecutivo e del comitato finanziario e di bilancio del partito politico "Union of Right Forces". Tra il 2001 e il 2003 è stato anche direttore generale di REN TV.
Nel 2003, Minc ha deciso di unire le forze con Vadim Beljaev per sviluppare "VEO-Otkritie". In conformità con l'accordo di partnership, Minc ha acquistato il 50% della nuova società, Investment Group Otkritie” Ltd., fondata ufficialmente nel 2004. Beljaev è diventato amministratore delegato della società e Minc è stato nominato presidente del consiglio di amministrazione. Minc è stato anche presidente di Otkritie Financial Corporation dal 2004 al 2013 e ha ricoperto la carica di presidente dal 2012 al 2013. Nel 2013, Minc ha cessato di essere azionista di Otkritie Financial Corporation dopo aver venduto la sua quota ad altri partners.
Nel 2004, Minc ha fondato la società di investimento "O1 Group", che possiede e gestisce asset nei settori immobiliare e finanziario. Nel 2010, ha fondato la società di investimento "O1 Properties" per la gestione del patrimonio immobiliare. Alla fine del 2017, "O1 Properties" era il sesto più grande proprietario di immobili commerciali in Russia.  Nel 2013, il gruppo "O1" ha iniziato ad acquisire asset aziendali pensionistici e fino alla metà del 2017 ha concluso accordi per l'acquisto di NPF Telecom-Soyuz, NPF Stalfond, NPF Blagosostoyanie OPS, NPF Uralsib, NPF Obrazovaniye, NPF Our Future, NPF Socialnoe Razvitie.
Tra il 2014 e il 2015 ha acquisito quote delle società austriache CA Immo e Immofinanz. CA Immo possiede e gestisce proprietà commerciali in Austria, Germania ed Europa orientale.
Nell'ottobre 2016, il Future Financial Group ha lanciato un'offerta pubblica (IPO) di azioni ordinarie di FG Future alla Borsa di Mosca. Nel settembre 2018, Boris Minc ha trasferito il controllo di "O1 Properties" e Future Financial Group (include NPF Future) ad una società cipriota.
Minc, membro del consiglio di amministrazione dell'Unione russa degli industriali e degli imprenditori, è uno dei tanti "oligarchi russi" nominati nel Countering America's Adversaries Through Sanctions Act, CAATSA, firmato dal presidente Donald Trump nel 2017.
Nel 2016, insieme alla moglie e alla figlia, ha ricevuto la seconda cittadinanza maltese.
Nel marzo 2017, Forbes ha stimato la ricchezza di Boris Minc in oltre 1,3 miliardi di dollari.
Nel maggio 2018, Minc e figli hanno lasciato la Russia, trasferendosi in Gran Bretagna. Nessuna intenzione di tornare in Russia.

## La vicenda legale della Otkrytie FC Bank
Nel luglio 2017, l'agenzia di rating russa ARCA ha assegnato a Otkrytie FC Bank un rating BBB-, impedendole di raccogliere fondi e innescando un deflusso di depositi. Nell'agosto 2017, Otkrytie aveva avviato un'operazione di ristrutturazione quando la Banca centrale russa (CBR) è intervenuta e ha portato la banca in amministrazione temporanea. Il successivo salvataggio di Otkrytie ha richiesto oltre 8 miliardi di dollari.  Nell'ottobre 2017, Otkrytie, ora controllata da VTB Bank, ha avviato un reclamo contro 10 persone e società, incluso il gruppo O1.
Nel giugno 2019, Otkrytie, allora ancora gestita da CBR, ha presentato una petizione all'Alta Corte del Regno Unito per congelare 572 milioni di dollari dei beni di Minc, inclusa una villa nel Perthshire, in Scozia, nota come la Torre di Lethendy. Il tribunale ha acconsentito solo a un'ingiunzione che proibiva a Minc e ai suoi tre figli di disporre di beni, inclusa la villa, e ha ordinato alle autorità russe di sospendere le rivendicazioni in Russia e Cipro. Minc, che aveva vissuto a Malta dal 2016 dopo aver preso con la famiglia la cittadinanza maltese, si è trasferito a Londra nella primavera del 2018.  La Torre di Lethendy è uno dei 140 beni di Mints che la CBR stava tentando di impedire il trasferimento. I documenti di proprietà indicano che la villa è di proprietà di MFT Braveheart Ltd, una società registrata nelle Isole Cayman.
Nel luglio 2019, la Banca centrale russa ha citato in giudizio gli ex proprietari e gli alti dirigenti di Otkrytie. Sebbene Minc avesse venduto le sue azioni della banca nel 2013, la causa affermava che aveva ancora un rapporto con Otkrytie, sostenendo che la società di Minc, "O1", aveva venduto obbligazioni alle banche come "schema fraudolento" per ripagare, secondo un rapporto del Financial Times, il proprio debito pochi giorni prima del crollo. Un precedente report del febbraio 2019 aveva affermato che le banche avrebbero subito "perdite derivanti dall'acquisto di grandi quantità di attività di "O1" e "Otkrytie Holding".
Nel novembre 2019, Minc ha presentato a sua volta una domanda sostenendo che le autorità russe avevano organizzato e pianificato una campagna contro di lui e la sua attività che ha portato a una perdita di 650-950 milioni di dollari. Secondo il resoconto del FT, "Mr Mints e i suoi figli negano di aver commesso frode e stanno contestando le accuse in un procedimento arbitrale a Londra".
Nel maggio 2021, l'Interpol ha respinto una richiesta di mandato d'arresto dalla Russia per processare Minc con l'accusa di appropriazione indebita. Il governo russo ha affermato che Minc aveva rubato 34 miliardi di rubli (460 milioni di dollari) dalla banca poco prima che entrasse in amministrazione.

## Vita privata
È sposato con Marina Vladimirovna Minc, la coppia ha quattro figli: Dmitrij (nato il 15 dicembre 1981), Aleksandr (nato il 14 ottobre 1988), Igor (nato il 14 ottobre 1988); Alena (nata l'11 ottobre 2006).
Minc gioca a scacchi e a tennis. Dal 2001 colleziona pittura e grafica russa, principalmente opere di pittori della fine dell'Ottocento e dell'inizio del Novecento. La sua collezione comprende opere di Valentin Serov, Konstantin Korovin, Boris Kustodiev, Pëtr Končalovskij, Vasilij Polenov, Jurij Pimenov, Aleksandr Gerasimov. A partire dalla sua collezione, Minc creò il Museo privato dell'impressionismo russo a Mosca nell'edificio dell'ex fabbrica di dolciumi "Bol'ševik". Il museo è stato aperto al pubblico nel maggio 2016. La costruzione dell'edificio espositivo presso il sito bolscevico, su progetto di John McAslan + Partners, è costato 16,5 milioni di dollari.

## Beneficenza e mecenatismo
Nel 2017, al Centro Pompidou di Parigi è stata donata dal Museo privato dell'impressionismo russo, di proprietà di Minc, una delle migliori opere di Valerij Košljakov, Il Ministero degli Affari Esteri (2016, cartone, tempera, 315x185 cm). La donazione è avvenuta nell'ambito dell'azione su larga scala "Collezione: arte russa e sovietica, 1950-2000", che ha riunito i maggiori collezionisti di arte contemporanea.
A spese di Minc, nel settembre 2014, sul territorio del centro commerciale della Piazza Bianca è stata installata una composizione scultorea e spaziale di 7 figure del famoso scultore russo Georgij Franguljan.
Boris Minc ha sostenuto una serie di eventi culturali: la Maschera d'oro, i festival teatrali del territorio, il Festival del teatro di strada ad Arcangelo, i progetti della Fondazione Vladimir Spivakov, il Festival di Pasqua di Valerij Gergiev, ecc.

## Le critiche a Putin
Boris Minc è da tempo in conflitto con la cleptocrazia di Putin. Ha incontrato Putin per la prima volta quando Minc stava lavorando per creare e migliorare la democrazia locale in tutta la Russia.
Minc è stato anche uno dei primissimi uomini d'affari russi a protestare contro l'invasione russa dell'Ucraina del 2022, scrivendo il 28 febbraio 2022, appena quattro giorni dopo l'invasione della Russia, che "è l'evento più tragico del nostro secolo finora, con paralleli all'invasione della Polonia da parte di Hitler nel 1939... parlo categoricamente contro l'invasione russa dell'Ucraina".
I suoi post sui social media che condannavano la guerra hanno fatto notizia a livello internazionale. Ha sostenuto varie campagne di soccorso per aiutare gli sfollati e ha aiutato a dare rifugio a molti rifugiati ucraini nel Regno Unito e ha incontrato l'ambasciatore ucraino nel Regno Unito nelle prime settimane di guerra per esprimere il suo sostegno.